# Генрі Томсен
Генрі Крістіан Томсен (дан. Henry Christian Thomsen, нар. 1906 — †4 грудня 1944) та його дружина Еллен Маргрете Томсен (дан. Ellen Margrethe Thomsen, нар. 1912) — данські громадяни, які під час Другої світової війни брали активну участь у данському русі Опору та врятували життя сотням євреїв, допомагаючи їм переправитися до Швеції.

## Біографія
До війни родина Томсенів володіла невеликим вантажним човном, який курсував між портами Данії. У 1942 році вони продали човен та переїхали до села Снеккерстен, що на півночі острова Зеландія, де стали власниками готелю.
Попри наявність двох маленьких дітей (сина Франца, народженого у 1931 році, і немовляти, народженого у 1943 році), подружжя Томсенів долучилося до спротиву на ранніх етапах війни. Вони брали участь у нелегальних перевезеннях вантажів до Швеції, а з жовтня 1943 року — у масштабній рятувальній операції з евакуації данських євреїв.

## Рятувальна діяльність
Після початку переслідувань євреїв у жовтні 1943 року, готель Томсенів у Снеккерстені став осередком координації рятувальних зусиль. Вони співпрацювали з місцевими рибалками, які брали участь у перевезеннях біженців до Швеції. Оскільки переховування великої кількості людей у готелі було надто ризикованим, багато євреїв розміщувалися в приватних будинках у навколишніх селах.
Коли кількість біженців зросла настільки, що це ускладнювало логістику, Генрі Томсен придбав невеликий рибальський човен і особисто здійснював нічні рейси через протоку, доставляючи людей до Швеції. Його героїчна діяльність тривала до арешту гестапо в 1943 році. Хоча його тоді звільнили через відсутність доказів, згодом його заарештували вдруге.

## Загибель
Після другого арешту Генрі Томсена було депортовано до концтабору Нойєнгамме в Німеччині, де він помер 4 грудня 1944 року.

## Свідчення очевидців
Однією з врятованих Томсенами була Рейчел Сара Посін (уроджена Юркєвіц), яка прибула до Данії у 1938 році. Вона втекла з Копенгагена разом із родичами 1 жовтня 1943 року, дізнавшись про можливість втечі через північну Зеландію. У Снеккерстені вони зустріли Томсенів, які влаштували їхнє тимчасове перебування в будинку поруч із готелем, а вже наступного дня Генрі особисто переправив їх човном до Швеції.

## Вшанування
29 серпня 1968 року Яд Вашем удостоїв Генрі Крістіана та Еллен Маргрете Томсен почесного звання Праведників народів світу за порятунок євреїв під час Голокосту.
Їхня історія, а також діяльність інших учасників підпілля, описана у книзі «Як ми обдурили гестапо» (англ. How We Fooled the Gestapo), написаній доктором Йоргеном Герсфельтом — колегою з данського Опору.